# 윗대호섬
윗대호섬은 경상남도 고성군 삼산면에 있는 섬이다. 특정도서로 지정하여 관리되고 있다.

## 특정도서
윗대호섬은 해식애, 풍화혈 등 지형경관이 우수하고, 털머위, 돈나무, 해국 등 희귀식물이 분포하여 「독도 등 도서지역의 생태계보전에 관한 특별법」에 의거 특정도서로 지정되었다.
- 지정번호 : 제153호
- 면적 : 44,331m2
- 지번 : 경상남도 고성군 삼산면 두포리 산353